# Секвоя-альбінос
Секвоя-альбінос — секвоя, що нездатна виробляти хлорофіл, тому вона має білі голки замість звичайних зелених. 

## Опис
Щоб вижити, дерево має поєднати своє коріння з корінням нормальної секвої, як правило, батьківського дерева, під яким воно проросло з насіння. Таким чином, дерево-альбінос отримує поживні елементи як рослина-паразит. Відомі лише близько 60 екземплярів, які розташовані у природних парках штату «Генрі Ковелл Редвудс» (8 дерев) та «Гумбольт Редвудс» (решта). Однак точні місця розташування дерев широкому загалу не розголошуються, з метою захисту цих рідкісних рослин. Вони досягають максимальної висоти близько 20 метрів , що значно нижче звичайних секвой. У інших хвойних здатність до зрощення коріння відсутня, тому альбіноси їх видів не виживають достатньо довго, щоб стати досить високими деревами.
Секвої-альбіноси були важливі для корінних народів США і включені до їхніх міфів. Так, народи Помо використовували ці дерева у церемоніях очищення.
Також відомо 10 випадків секвой з химеризмом, які мають мозаїку з нормальних тканин та тканин з альбінізмом. З них лише одна секвоя-химера здатна родити шишки. Оскільки її існуванню загрожувало будівництво залізниці (електрички) між округами Сонома та Марін в Каліфорнії, США, її пересадили в інше місце.

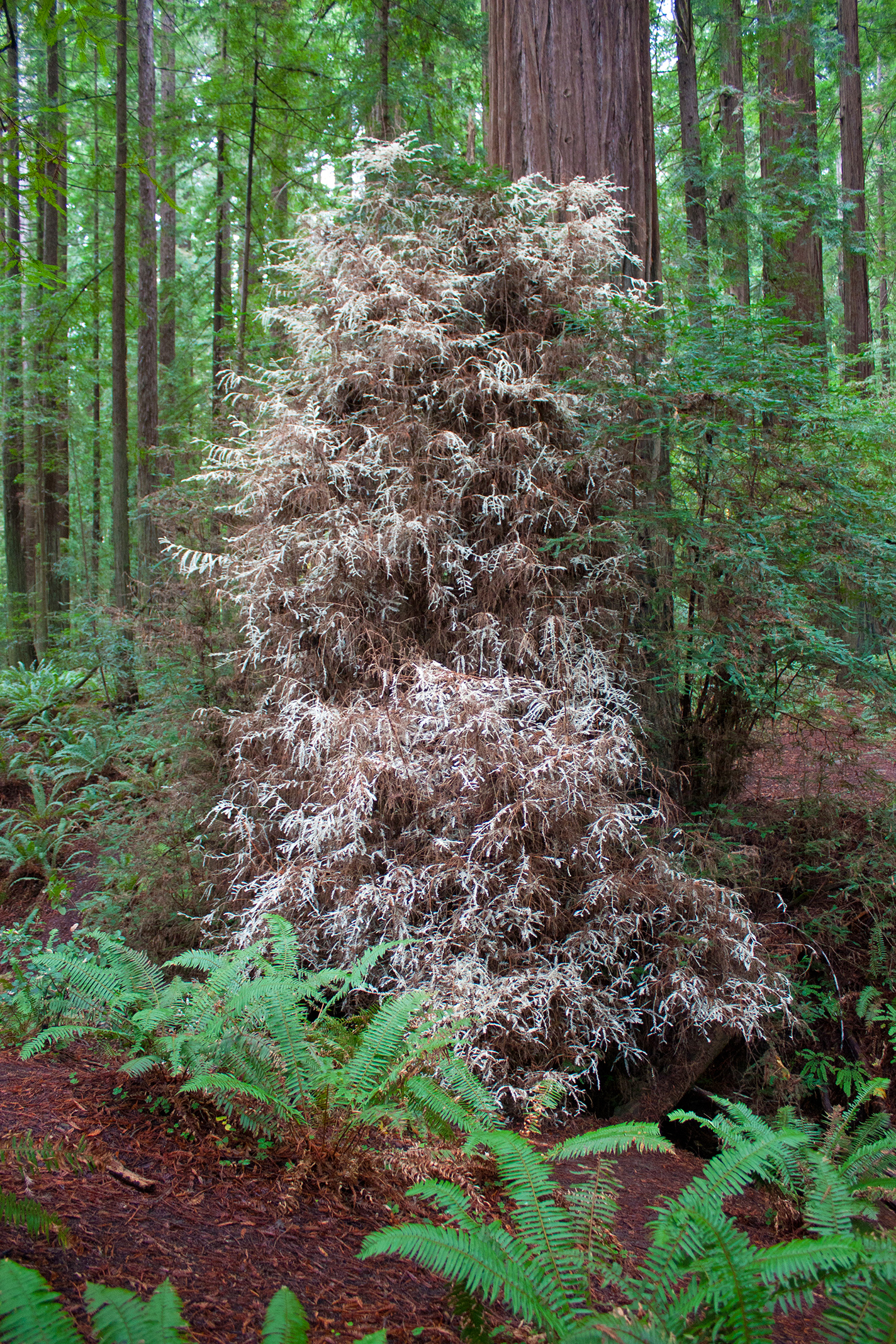
Секвоя-альбінос в парку Гумбольт Редвудс
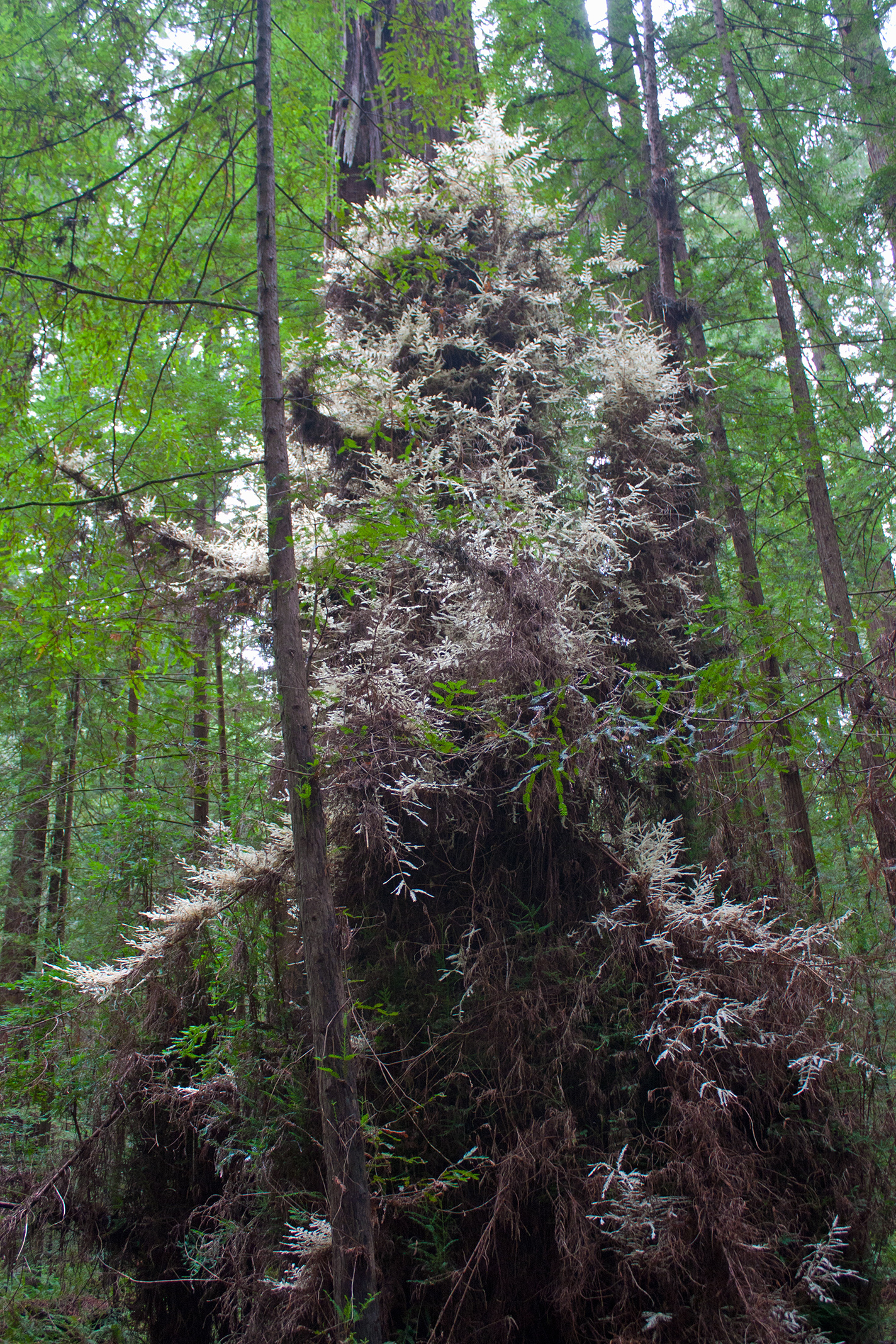
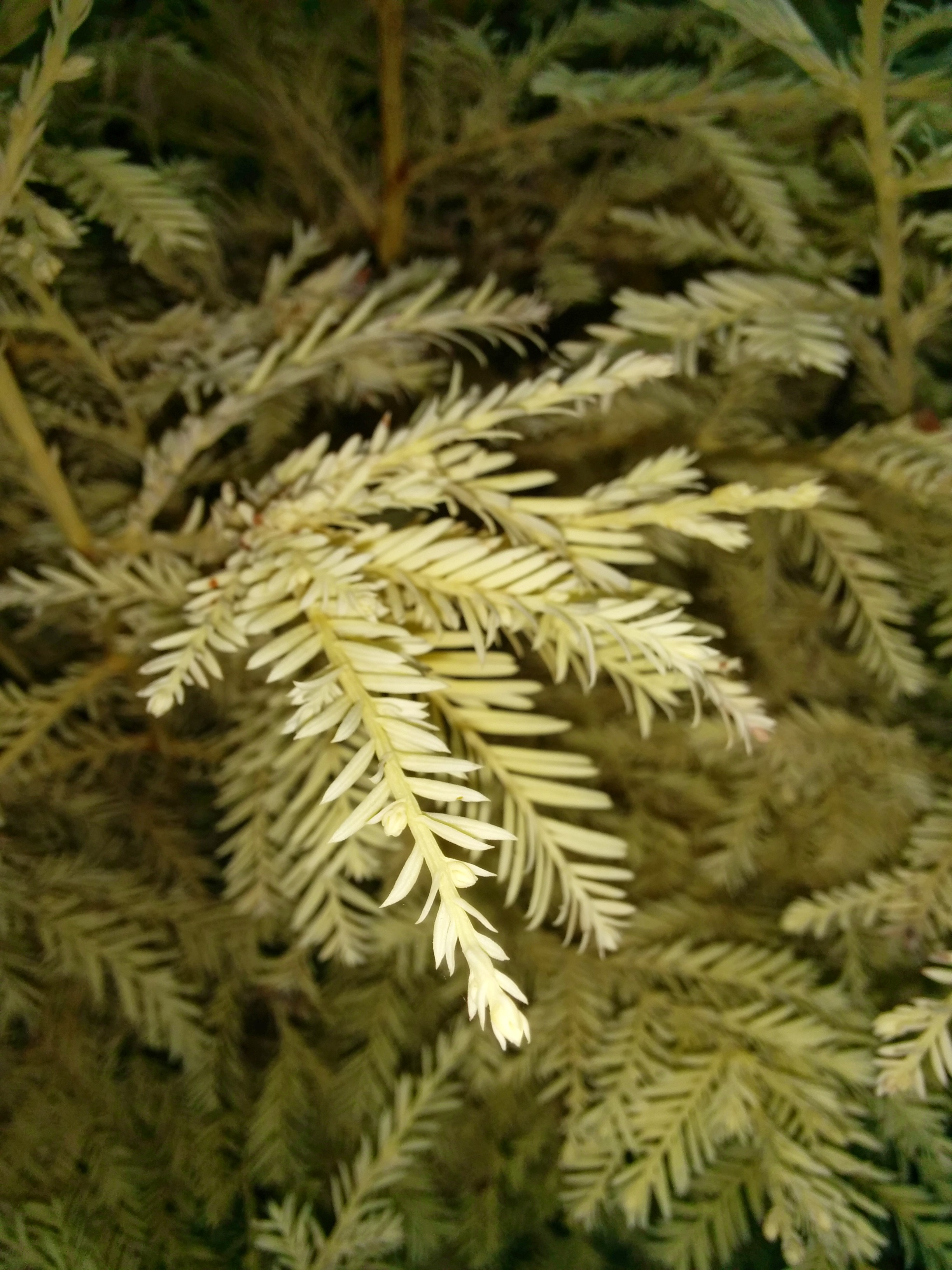
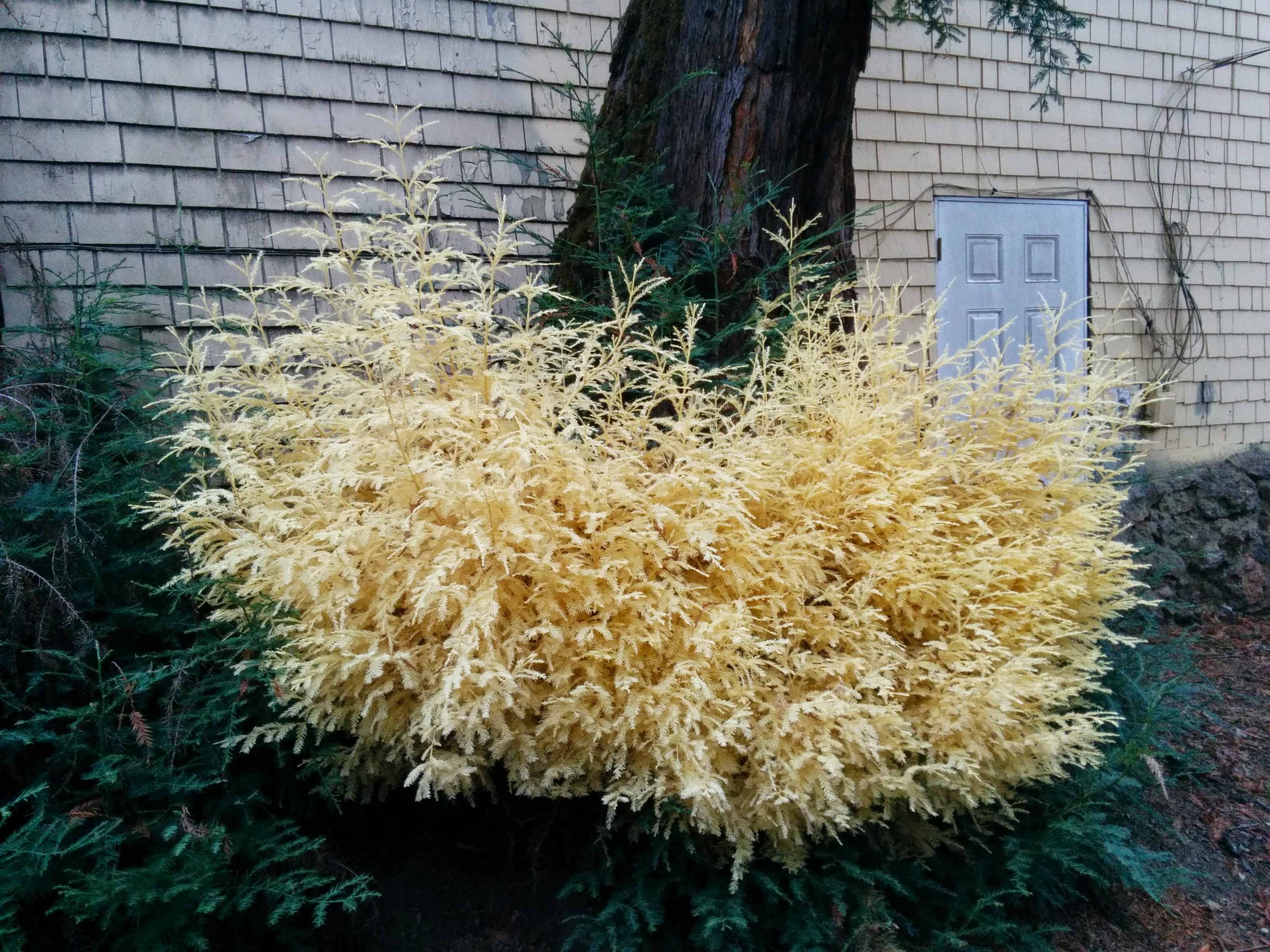

## Нотатки

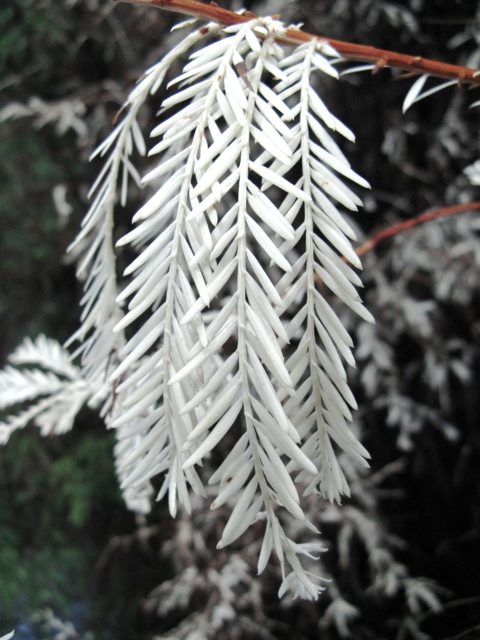
Хвоя секвої-альбіноса

1. ↑  Альбінізм має різні визначення, існуючи у людини, тварин, рослин